# Geometrija (Descartes)
La Géométrie, glavno djelo francuskog znanstvenika Renéa Descartesa. Objavio ga je 1637. godine. Imalo je veliki utjecaj na matematičare. 
Geometrijske tvorevine dobile su algebarski izraz, povezao je algebru i geometriju. Otvorio je novo doba u razvoju matematike primjenom koordinatnoga sustava i međusobno zavisnih promjenljivih veličina. Tako je zasnovana analitička geometrija, poslije važna za razvoj diferencijalnog i integralnoga računa.
Jedno je od tri ključna dodatka objavljena skupa s Raspravom o metodi (Discours de la méthode), uz La Dioptrique i Les Météores. Geometrija je podijeljena u tri knjige. 
Vjerojatno je Geometriju pisao 1636. tijekom tiskanja Les Météoresa,